# Schlans
Schlans é uma antiga comuna da Suíça, no Cantão Grisões, com cerca de 96 habitantes. Estendia-se por uma área de 8,83 km², de densidade populacional de 11 hab/km². Confinava com as seguintes comunas: Breil/Brigels, Trun. Passou a fazer parte de Trun, a partir de 01 de janeiro de 2012.
A língua oficial nesta comuna era o Romanche surselvano.